# Jonas Gerckens
Jonas Gerckens (Lieja, 6 de febrero de 1980) es un deportista belga que compite en vela en la modalidad de crucero.
Ganó una medalla de bronce en el Campeonato Mundial de Vela en Alta Mar Mixto de 2021 y tres medallas de plata en el Campeonato Europeo de Vela en Alta Mar Mixto, entre los años 2019 y 2021.

## Palmarés internacional
| \| Campeonato Mundial \| Campeonato Mundial \| Campeonato Mundial \| Campeonato Mundial \| \| Año \| Lugar \| Medalla \| Clase \| \| ------------------ \| ------------------ \| ------------------ \| ------------------ \| \| 2021 \| Venecia (Italia) \| Medalla de bronce \| Doble mixto \| \| Campeonato Europeo \| \| \| \| \| Año \| Lugar \| Medalla \| Clase \| \| 2019 \| Venecia (Italia) \| Medalla de plata \| Doble mixto \| \| 2020 \| Génova (Italia) \| Medalla de plata \| Doble mixto \| \| 2021 \| Nápoles (Italia) \| Medalla de plata \| Doble mixto \| |                  |                   |             |
| Campeonato Mundial |                  |                   |             |
| Año | Lugar            | Medalla           | Clase       |
| 2021 | Venecia (Italia) | Medalla de bronce | Doble mixto |
| Campeonato Europeo |                  |                   |             |
| Año | Lugar            | Medalla           | Clase       |
| 2019 | Venecia (Italia) | Medalla de plata  | Doble mixto |
| 2020 | Génova (Italia)  | Medalla de plata  | Doble mixto |
| 2021 | Nápoles (Italia) | Medalla de plata  | Doble mixto |